# Mima Itō
Mima Itō (伊藤 美誠?, Itō Mima; Iwata, 21 ottobre 2000) è una tennistavolista giapponese.

## Carriera
Talento precoce, ha vinto la medaglia di bronzo alle Olimpiadi di Rio de Janeiro 2016 nella gara a squadre.

## Palmarès
- Giochi olimpici

Rio de Janeiro 2016: bronzo a squadre.
Tokyo 2020: oro nel doppio misto e bronzo nel singolo.
- Mondiali

Kuala Lumpur 2016: argento a squadre.
Düsseldorf 2017: bronzo nel doppio.
- Mondiali giovanili

Hyderabad 2012: argento a squadre.
Rabat 2013: argento a squadre.
Shanghai 2014: argento nel doppio.
Shanghai 2014: argento a squadre.
Città del Capo 2016: oro a squadre.